# Manúdvärgparakit
Manúdvärgparakit (Nannopsittaca dachilleae) är en fågel i familjen västpapegojor inom ordningen papegojfåglar.

## Utseende och läte
Manúdvärgparakiten är en liten, grön och kortstjärtad parakit. På ansiktet syns en ljusblå anstrykning. Jämfört med liknande och ofta vanligare arten mörknäbbad sparvpapegoja saknar manúdvärgparakiten blått på övergumpen (vilket i och för sig också saknas hos hona mörknäbbad sparvpapegoja). Vidare skiljer sig på det blåaktiga snarare än gula eller gröna ansiktet och den ljust skäraktiga näbben. Flyktlätena består av ljusa klingande ljud, mörkare och mindre metalliska än motsvarande läten hos mörknäbbad sparvpapegoja.

## Utbredning och systematik
Fågeln förekommer i tropiska sydöstra Peru och nordvästra Bolivia (förmodligen intill västra Brasilien). Den behandlas som monotypisk, det vill säga att den inte delas in i några underarter. Arten beskrevs som ny för vetenskapen först 1991.

## Levnadssätt
Manúdvärgparakit hittas i områden med utbredd bambu eller i ungskog utmed floder. Den har en förkärlek för bambufrön.

## Status och hot
Arten har ett stort utbredningsområde, men tros minska i antal, dock inte tillräckligt kraftigt för att den ska betraktas som hotad. Internationella naturvårdsunionen IUCN listar arten som livskraftig (LC). Beståndet är relativt litet, uppskattat till endast mellan 2 500 och 10 000 vuxna individer.

## Namn
Manú är namnet på både en region i Peru, en nationalpark och en flod. Fågelns vetenskapliga artnamn hedrar Bárbara Bistevins Treinani de D’Achille (1941-1989), en lettisk/peruansk journalist, ekolog och miljöaktivist.